# Johan van Mathenesse

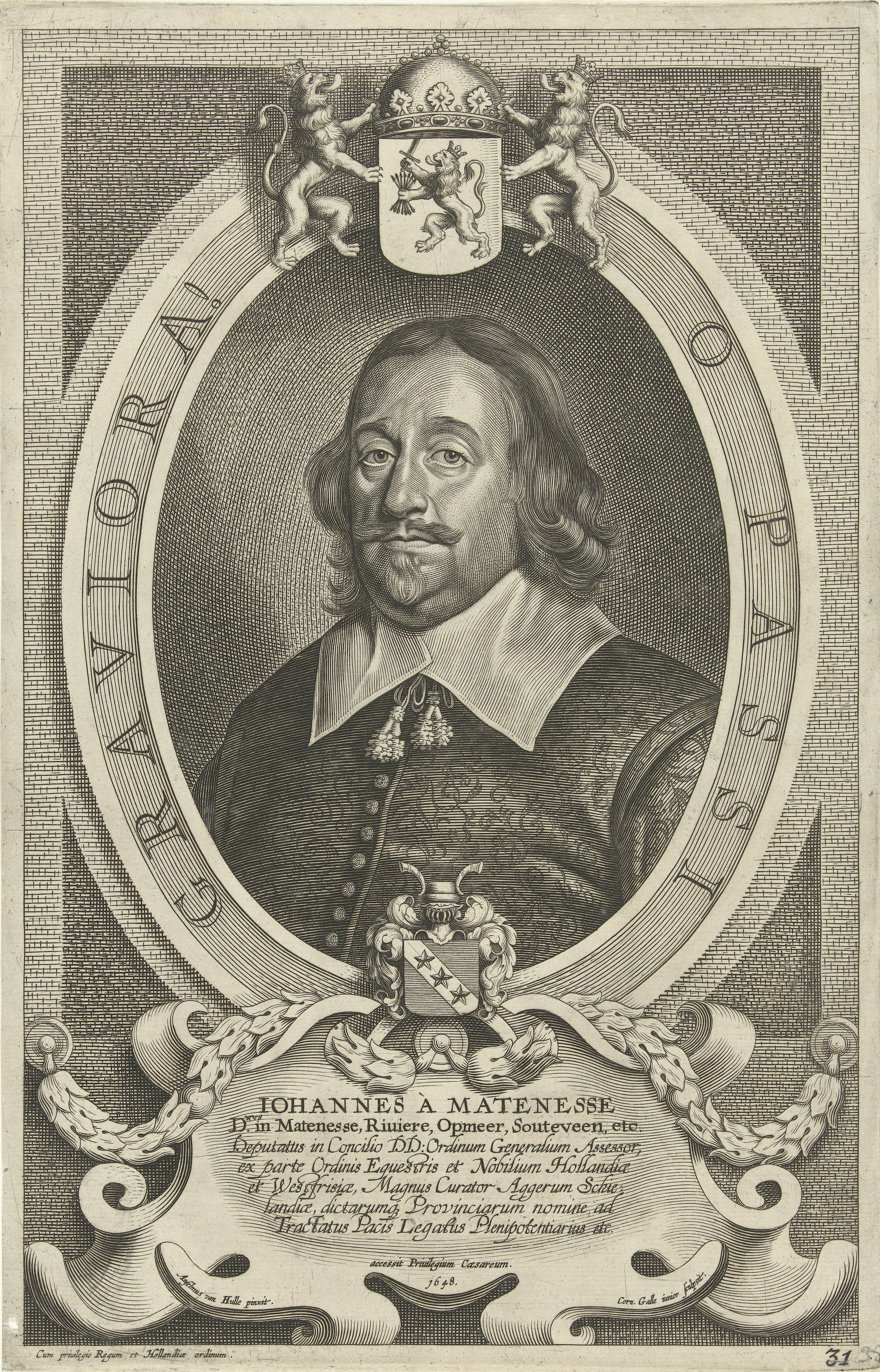
Johan van Mathenesse

Johan van Mathenesse (* 1596; † 30. Juni 1653) war Gesandter des Statthalters der Vereinigten Niederlande beim Westfälischen Friedenskongress in Münster.

## Leben

### Herkunft und Familie
Johan van Mathenesse wurde als Sohn des Adriaen van Mathenesse († 1621) und seiner Gemahlin Odelia van Aeswijn van Brakel und Sterkenburg geboren. Sein Vater war ein einflussreiches Mitglied der holländischen Ritterschaft. Im Jahre 1626 heiratete er Judith Wilhelmina Pieck (Tochter des Amtmanns Willem Pieck). Die Ehe brachte die Kinder Adriaan, Odilia, Walburg und Gijsbert hervor.

### Werdegang und Wirken
Erst im Jahre 1626 – nach dem Tod des Prinzen Moritz von Oranien – wurde Johan in die Ritterschaft der Provinz Holland aufgenommen. Dies war durch die Mitgliedschaft seines Vaters in der antioranischen Partei begründet.
Johan war Sympathisant der Remonstranten, unterstützte die religiös gemäßigten Strömungen und war ein Freund von Hugo Grotius.
Im Jahre 1643 wurde er von Friedrich Heinrich von Oranien als Gesandter für die Provinzen Holland und Westfriesland beim Westfälischen Friedenskongress in Münster bestimmt. Im Protokoll stand er nach dem holländischen Gesandten Adriaan Pauw an zweiter Stelle der Gesandten und zählte zu den Stützen der Friedenspartei. In der ersten Jahreshälfte 1646 verhandelte er in Münster, um im Sommer des Jahres den Generalstaaten Bericht zu erstatten. In Den Haag verhandelte er im Frühjahr 1647 mit dem Franzosen Abel Servien und unterzeichnete am 29. Juli des Jahres die vertragliche Bestätigung des Bündnisses mit Frankreich. Am 3. Mai 1648 reiste er nach Münster, um an der feierlichen Beschwörung des Friedens teilzunehmen. Im Jahre 1650 plante Prinz Wilhelm II. von Oranien einen Staatsstreich, der jedoch misslang. Johan gehörte zu den Gegenspielern.